# Batalha de Bolonha
A Batalha de Bolonha foi travada em Bolonha, Itália, de 9 a 21 de abril de 1945, durante a Segunda Guerra Mundial, como parte da ofensiva da primavera de 1945 na Itália. As forças aliadas saíram vitoriosas, com o II Corpo Polonês e unidades aliadas de apoio capturando a cidade em 21 de abril.

## Antecedentes

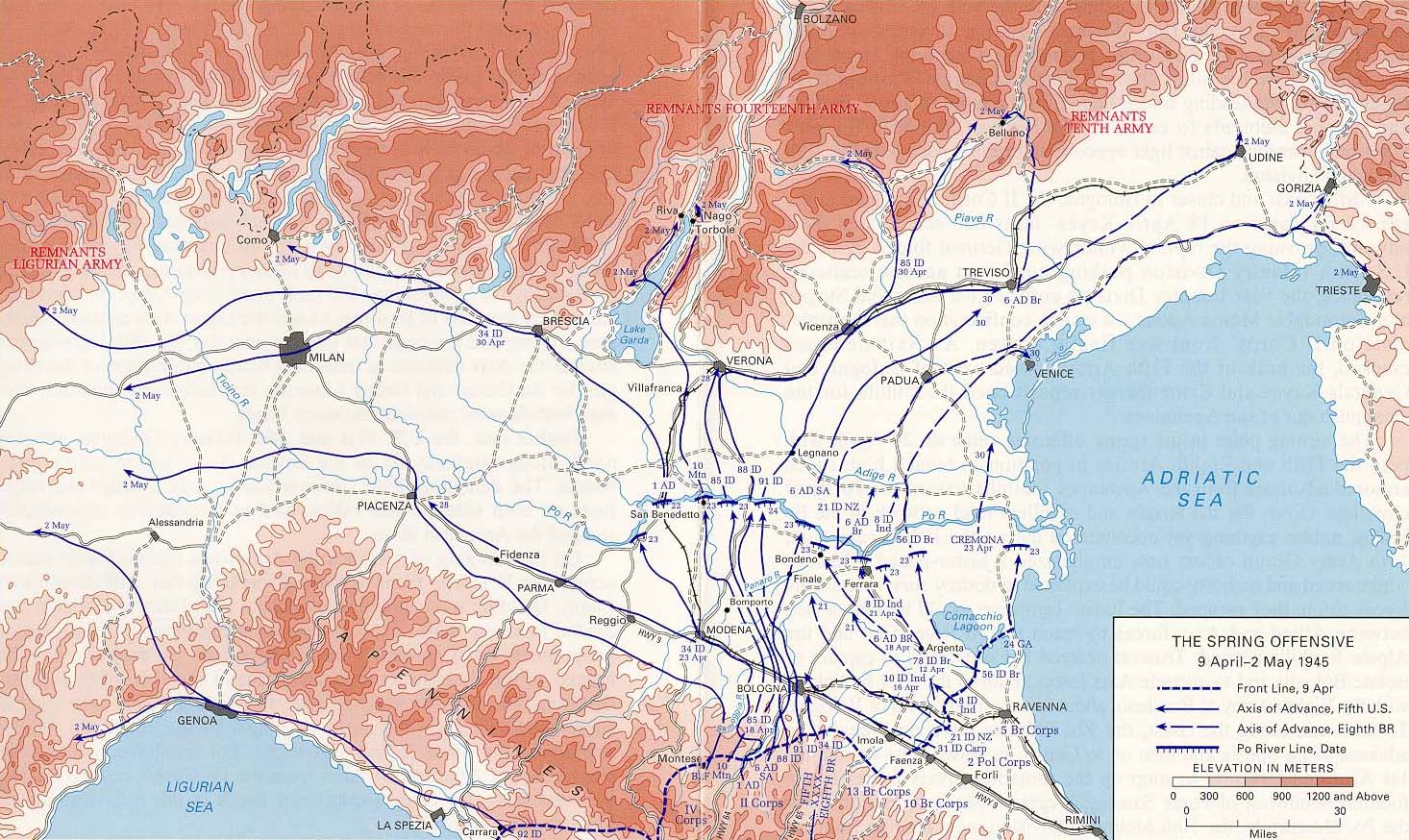
Ofensiva de Primavera Aliada: Itália 1945, 9 de abril – 2 de maio. Este mapa mostra o avanço do II Corpo Polonês em Bolonha

Em março de 1945, os Aliados estavam preparando uma nova ofensiva, a Operação Buckland, no norte da Itália.  A captura de Bolonha, um importante centro de comunicação regional, foi definida como parte dessa ofensiva. As forças aliadas encarregadas disto eram compostas pelo 5º Exército dos EUA (II Corpo, 6ª Divisão Blindada Sul-Africana ) e pelo 8º Exército Britânico (que para essa parte do teatro, era composto pelo V Corpo e pelo II Corpo Polonês).  As unidades alemãs que defendiam a área eram compostas pela 26ª Divisão Panzer alemã do XIV Corpo Panzer, a 1ª Divisão de Paraquedistas e a 4ª Divisão de Paraquedistas do I Corpo de Paraquedistas.  As defesas alemãs naquela região faziam parte do Grupo de Exércitos C,   defendendo a Linha Paula. 

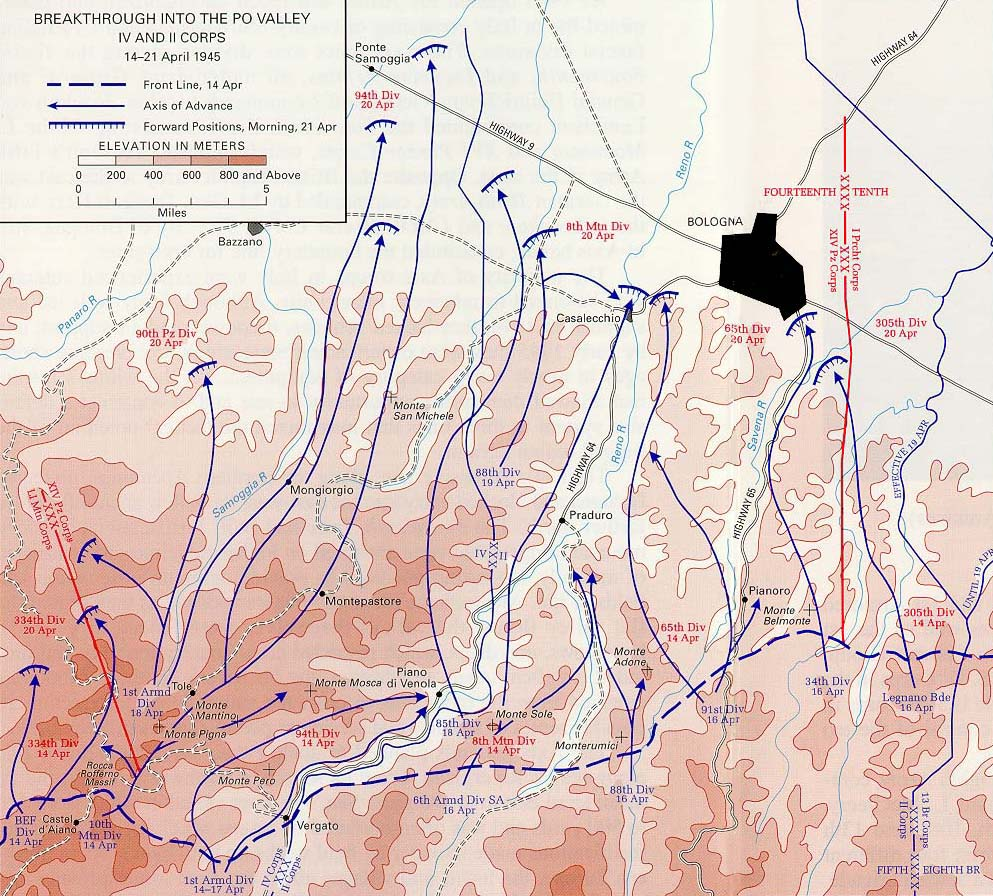
Mapa do avanço do IV e II Corpo dos EUA no vale do Pó, abril de 1945 (este mapa mostra as operações na região de Bolonha, de 14 a 21 de abril de 1945, mas não parece mostrar nenhuma operação de tropas não americanas na região)

O moral das forças polonesas foi enfraquecido pelo resultado da Conferência de Ialta, que terminou em 11 de Fevereiro, onde os britânicos e os americanos, sem consultar os polacos, decidiram dar uma parte importante dos territórios polacos de 1921-1939 à União Soviética.    Uma das três divisões polonesas, a 5ª Divisão de Infantaria Kresowa, recebeu o nome da região de Kresy, que agora foi entregue aos soviéticos em sua totalidade.  Quando o comandante polonês do II Corpo, General Władysław Anders, pediu que sua unidade fosse retirada da linha de frente, Winston Churchill disse a ele "vocês [os poloneses] não são mais necessários", mas os comandantes da linha de frente americana e britânica — os generais Richard McCreery, Mark Wayne Clark e o marechal de campo Harold Alexander — solicitaram a Anders que as unidades polonesas permanecessem em suas posições, pois não tinham tropas para substituí-las. Anders finalmente decidiu manter as unidades polonesas engajadas.  

## Ordem de batalha

### Aliados

#### Unidades
- 5º Exército dos Estados Unidos
  - II Corpo
    - 6ª Divisão Blindada Sul-Africana
- Forças Aéreas do Exército dos Estados Unidos
  - 62ª Ala de Caça
    - 1º Esquadrão de Caça Brasileiro
- 8º Exército Britânico
  - V Corpo
  - II Corpo Polonês

- Major-General Zygmunt Bohusz-Szyszko (comandante interino)

- Tropas do Corpo
  - Grupo de Exércitos Artilharia Polonesa
  - 54º Regimento Super Pesado da Artilharia Real (uma bateria)
  - 7ª Brigada Blindada Britânica (sob comando)
  - 43ª Brigada de Infantaria de Caminhões Gurkha (sob comando)
  - 14º/20º Hussardos (veículos blindados de transporte de pessoal Kangaroo) (sob comando)
- 3ª Divisão de Fuzileiros dos Cárpatos Polonesa (Major-General Bolesław Bronisław Duch)
  - 1ª Brigada de Fuzileiros dos Cárpatos
  - 2ª Brigada de Fuzileiros dos Cárpatos
  - 3ª Brigada de Fuzileiros dos Cárpatos
- 5ª Divisão de Infantaria Polonesa de Kresowa (Major-General Nikodem Sulik)
  - 5ª Brigada de Infantaria Wilenska
  - 6ª Brigada de Infantaria de Lwowska
  - 4ª Brigada de Infantaria Wolwyn
- 2ª Brigada Blindada Polonesa (Brigadeiro-General Bronislaw Rakowski)

### Eixo

#### Unidades
- XIV Corpo Panzer
  - 26ª Divisão Panzer Alemã
    - 65ª Divisão de Infantaria Alemã
- I Corpo de Paraquedistas (sob o comando de Richard Heidrich[10])
  - 1ª Divisão de Paraquedistas
  - 4ª Divisão de Paraquedistas

## Batalha

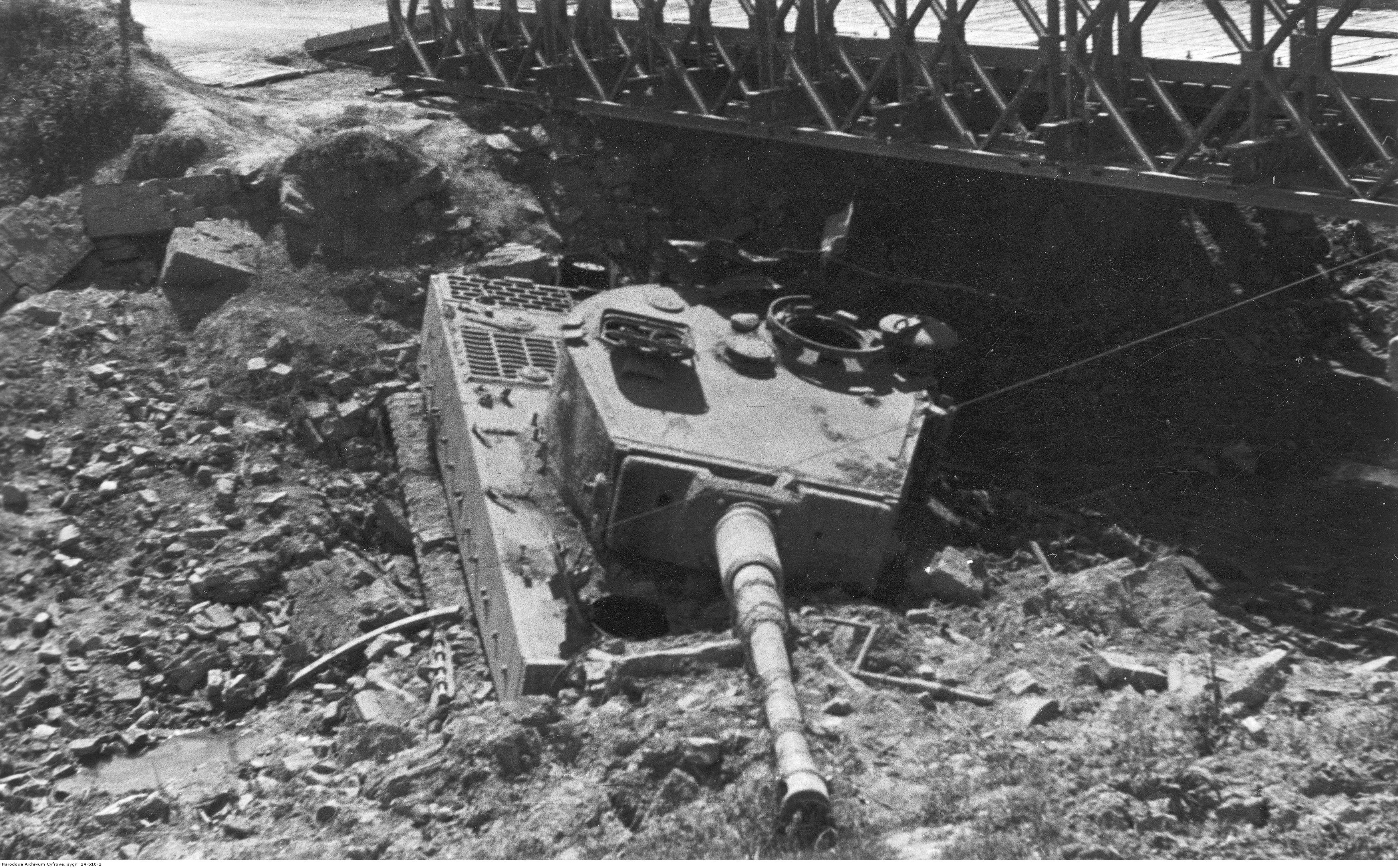
Tanque alemão Tiger I destruído perto do Canal Medicina, abril de 1945.

A ofensiva em Bolonha começou em 9 de abril às 4:00 da manhã, hora local, com um grande bombardeio aéreo e de artilharia de 400 canhões disparando sobre posições alemãs, seguido por um avanço de forças terrestres na mesma noite.   O fogo amigo causou baixas, já que os bombardeiros americanos mataram 38 tropas polonesas que avançavam naquele dia.   As unidades americanas e britânicas atacaram os flancos alemães, enquanto as unidades polonesas invadiram a cidade.  Em 10 de abril, as forças polonesas expulsaram os alemães do rio Senio.  De 12 a 14 de abril, as forças polonesas lutaram contra os alemães no rio Santerno e capturaram Ímola.  De 15 a 16 de abril, os poloneses lutaram no rio Sillaro e no canal Medicina.  Em 17 de abril, o comandante do Oitavo Exército ordenou que as forças polonesas continuassem seu avanço em direção a Bolonha pelo leste. A cidade seria tomada inicialmente pelas tropas americanas do Quinto Exército que avançavam do sul.  
Em 21 de abril, a 3ª Brigada de Fuzileiros dos Cárpatos da 3ª Divisão de Infantaria dos Cárpatos da Polônia entrou na cidade, onde apenas unidades alemãs isoladas ainda lutavam.  (Outra fonte atribui a entrada à 5ª Divisão Kresowa Polonesa).  Às 6h15, os poloneses haviam garantido a cidade, exibindo bandeiras polonesas na prefeitura e na Torre dos Asinelli, a torre mais alta da cidade.  A população local italiana acolheu os polacos como seus libertadores.   Às 8:00 da manhã, tanques americanos (sul-africanos) chegaram à cidade, seguidos por guerrilheiros italianos e pela divisão "Friuli" do Exército Co-beligerante Italiano. 

## Consequências
A Batalha de Bolonha foi a última batalha do II Corpo Polonês, que foi retirado da linha de frente em 22 de abril.   As tropas americanas e britânicas completaram o cerco às forças alemãs ao norte do rio Reno, a 8ª Divisão Indiana cruzou o rio Pó e as forças alemãs na Itália capitularam em 29 de abril.   O II Corpo Polonês, comandado pelo general Zygmunt Bohusz-Szyszko, sofreu 234 baixas e 1.228 feridos de um total de 55.780 efetivos da linha de frente.  
As divisões alemãs ficaram desorganizadas e, à medida que o fim da guerra se aproximava, muitos se dividiram em pequenos grupos para recuar através do Pó e tentar chegar às passagens para a Alemanha. A 65ª Divisão de Infantaria perdeu seu comandante, o Generalmajor Hellmuth Pfeifer, nos últimos dias da guerra, enquanto ele tentava seguir para o norte com os restos do quartel-general da divisão. 